# Jaka Oblak
Jaka Oblak (* 16. April 1986 in Kranj) ist ein ehemaliger slowenischer Skispringer.
Oblak begann seine internationale Karriere bei der Junioren-Weltmeisterschaft 2002 in Schonach. Dort erreichte er von der Normalschanze den 14. Platz und gewann Bronze mit dem Team. Kurz darauf gab er sein Debüt im Skisprung-Continental-Cup. Bereits in seinem zweiten Springen in Velenje erreichte er mit dem 29. Platz die Punkteränge. Im Januar 2003 gewann er mit der Mannschaft das Junioren-Springen in Planica. Im Einzel erreichte er den vierten Platz. Bei der kurz darauf stattfindenden Junioren-Weltmeisterschaft im schwedischen Sollefteå gewann er mit dem Team die Silbermedaille. Im Einzel erreichte er Platz 13. Nachdem er im Folgejahr weitere gute Ergebnisse bei Junioren-Wettbewerben und FIS-Rennen erreicht hatte, startete er erneut bei der Junioren-Weltmeisterschaft 2004 im norwegischen Stryn. Dort verpasste er jedoch mit der Mannschaft mit einem fünften Platz die Medaillenränge. Nach der Junioren-WM gehörte er fest zum Kader für den Continental Cup und erreichte mit 133 Punkten auf Anhieb den 10. Platz in der Gesamtwertung. 2009 nahm er an der Winter-Universiade in Yabuli teil und erreichte im Einzel von der Normalschanze den 24. und im Einzel von der Großschanze den 22. Platz. Bei den Slowenischen Meisterschaften im Skispringen 2009 in Kranj gewann er mit dem Team die Goldmedaille und wurde im Einzelspringen 13. Am 3. Juli 2009 startete er letztmals im Continental Cup und war anschließend nur noch national aktiv.